# Emilio Mantelli
Emilio Mantelli (Genova, 17 febbraio 1884 – Verona, 11 novembre 1918) è stato un pittore e incisore italiano.
Conosciuto per le sue xilografie, collaborò a lungo con il periodico L'Eroica, oltre a realizzare diverse illustrazioni per i libri dell'editore Formiggini. Il suo stile espressionista si caratterizza per il rifiuto dell'accuratezza del tratto e della raffinatezza del linearismo liberty, elaborando per tutta la sua vita la ricerca di un'immediatezza impulsiva ed efficace.

## Biografia

### Periodo giovanile
Figlio di due fornai, Giuseppe Mantelli e Teresa Nicolino, passò la sua infanzia a La Spezia, dove i suoi genitori mandavano avanti il loro negozio. Sebbene fosse dovuto essere inserito nell'attività di famiglia, mostrò da subito un temperamento ribelle, al punto da cercare di imbarcarsi per l'America pur di non essere costretto a seguire la strada dei genitori. Incoraggiato poi dal padre a diventare un artista, prese lezioni di disegno e attorno al 1901 si recò a Firenze per frequentare l'Accademia di belle arti. Lì divenne allievo di Cesare Ciani e ebbe modo di frequentare Adolfo De Carolis, Giovanni Papini e Federigo Tozzi, ma mostrò interesse soltanto per le lezioni di Giovanni Fattori presso la Scuola libera del nudo. Strinse amicizia con diversi compagni di corso fra cui Moses Levy, Libero Andreotti, Enrico Sacchetti, Giulio Cesare Vinzio e in particolare con Lorenzo Viani. In quel periodo ebbe l'occasione di esporre le sue opere pittoriche alle esposizioni della Società Promotrice Fiorentina del 1903 e del 1904. Nell'estate del 1904 presentò anche una dozzina di suoi dipinti alla Mostra individuale di pittura di La Spezia, tra cui Tramonto sull’Arno, Risveglio sul mare, e Verso sera.
Dopo un breve soggiorno a Venezia, Mantelli trascorse un periodo a Parigi con gli amici Viani, Andreotti e Sacchetti, presumibilmente tra il 1906 e il 1908 o il 1909. Del suo soggiorno in Francia sono disponibili pochissime notizie, ma le sue opere future mostreranno segni dell'influenza di artisti come Émile Bernard, Armand Seguin, Gauguin, Auguste Lepère e Félix Vallotton. Tornato in Italia sposò nel 1909 Ines Biagioni e i due si stabilirono in un appartamento al centro di La Spezia in via della Canonica 4. È a questo periodo che risale il disegno Il bosco (1909), uno dei pochi lavori datati di Martinelli di quegli anni.

### Esordio nella xilografia e collaborazione conL'Eroica

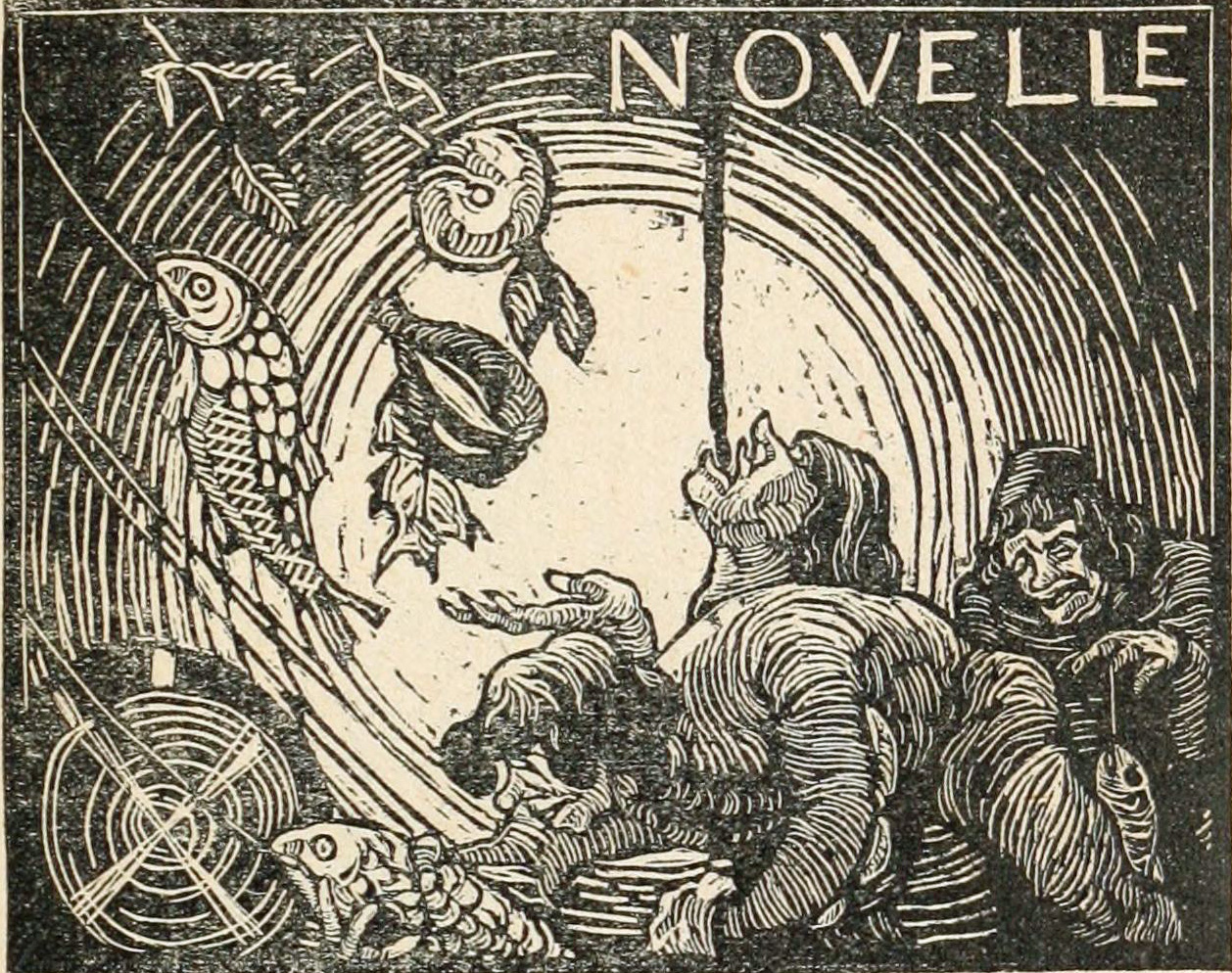
Xilografia di Mantelli per Scritti varii, 1913

Su incoraggiamento di Ettore Cozzani, oltre alla pittura si dedicò anche alle tecniche dell'incisione, in particolare alla xilografia. Nell'agosto 2011 esordì sul secondo numero dell'Eroica, rivista madre della rinascita xilografica italiana nata proprio alla Spezia in quegli anni e diretta dallo stesso Cozzani. La prima xilografia di Martinelli raffigura due aquile in lotte sul cielo, ed è probabilmente ispirata a una simile opera di De Carolis, già incontrato a Firenze e che faceva parte del comitato direttivo della rivista. Da lì in poi realizzò un nutrito corpus di illustrazioni per la rivista.
Nel 2012 la rivista fu promotrice della Prima Mostra Internazionale di Xilografia di Levanto, a cui Mantelli partecipò all'allestimento e dove espose diverse delle sue opere (Il funerale, Tre decorazioni per «L’Eroica», Il core infinito, Frontespizi, iniziali e finali, Le fonti ignorate, Corniglia, Tre Ritratti, «Aedificare necessest»: impresa della mostra di xilografia, e Una apre il volo e cento impennan l'ali). In quella occasione vinse la medaglia d'oro per due xilografie, una delle quali, Una apre il volo e cento impennan l'ali, divenne anche il manifesto e la copertina del catalogo della mostra. Tale mostra attrasse l'attenzione di Giacomo Rossi della Pellicceria Maria Vedova Rossi e figli, che commissionò un catalogo con le xilografie di De Carolis e Mantelli.
La partecipazione alla mostra di Lepanto permise a Mantelli di collaborare con l'editore Formiggini nella realizzazione di xilografie per la collana "Classici del ridere". Inizialmente l'editore aveva pensato di affidare a Mantelli le illustrazione per l'intera edizione del Decameron, ma per permettere una maggiore varietà di stili nel corso dell'opera finì per illustrare solo la prima giornata. Ebbe occasione di lavorare a altri libri della collana, tra cui Scritti varii di Anton Francesco Doni, Timone; Icaromenippo; Dialogo delle cortigiane di Luciano di Samosata, Le rime e la Catrina di Francesco Berni, e Macaronicae di Teofilo Folengo. Per l'editore Sonzogno realizzò nel 1913 la copertina della Fedra di D'Annunzio.
A fine 2012, sotto suggerimento di Cozzani e De Carolis, aderì alla Corporazione Italiana degli Xilografi. Nel frattempo, continuò a presentare i suoi lavori a diverse mostre, tra cui la prima e la terza edizione dell'Esposizione internazionale dell'arte della Secessione (1913 e 1915): in quest'ultima ebbe modo di esporre diverse incisioni, tra cui Bimba, Bevitore, I tacchini, Mercanti, Viatico, e Cadimare. Una delle mostre più prestigiose in cui ebbe occasione di partecipare fu la XI Biennale di Venezia del 2014, che ospitava l'esibizione La xilografia contemporanea in Italia contenente quattro lavori di Mantelli: Gli elevatori, Gli scaricatori, I calafati e I nostromi.

### Rottura con De Carolis, inizio della guerra e morte

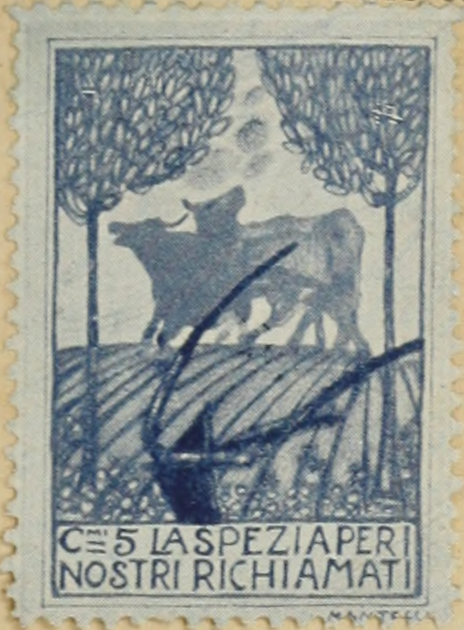
Francobollo di guerra prodotto per L'Eroica

Nel 1914 vennero alla luce i contrasti tra Mantelli, sostenuto da Cozzani, e De Carolis, in parte dovuti a diverse visioni artistiche sul futuro dell'Eroica, in parte causati da divergenze personali. Tra aprile e maggio 1914 De Carolis e i suoi discepoli abbandonarono la collaborazione con L'Eroica, mentre Martinelli entrò a far parte del consiglio direttivo della rivista, diventandone a tutti gli effetti il direttore artistico. Da allora l'impostazione della rivista abbandonò lo stile Art Nouveau per avvicinarsi definitivamente alla corrente espressionista a cui Mantelli si rifaceva.
Negli anni successivi continuò a presentare i suoi lavori in diverse esposizioni, tra cui, nel 2015, la Mostra nazionale dell’incisione della Permanente di Milano e la Terza Mostra della Secessione romana. In quest'ultima espose le opere La Bimba, Il Bevitore, Ines, I tacchini, Mercanti, Viatico, Cadimare, e Autoritratto. Oltre alla produzione di xilografie per L'Eroica continuò a illustrare diverse pubblicazioni, tra cui Un viandante di Cesare Magi, Don Giovanni a Napoli di Aleksandr Valentinovič Amfiteatrov, Dieci giorni in Italia di Maurice Barrès, La Crociata degli Innocenti di D'Annunzio. Realizzò anche diversi ex libris. Di carattere semplice e schivo, in questo periodo lavorò intensamente alle sue xilografie, fino allo scoppio della prima guerra mondiale.
Sostenitore dell'intervento italiano nella guerra, così come gran parte dei collaboratori dell'Eroica, il 17 novembre 1915 Mantelli si arruolò volontario e partì per il fronte nel 1916 col grado di tenente di fanteria. In questo periodo realizzò il manifesto e del catalogo della Mostra nazionale d'arte di Sarzana a favore del posto di ristoro della Croce Rossa, e un francobollo di propaganda pubblicato a settembre 2015 sull'Eroica. Nonostante la sua partecipazione alla guerra riuscì comunque a realizzare diverse xilografie di soggetto bellico utilizzando del materiale di fortuna, tra cui I reticolati, Cambio, Una scalata, Muletti, Gli eroi, Soldati in marcia, e dodici tavolette intitolate La Grande Guerra andate perdute.
Negli ultimi giorni della guerra si ammalò di polmonite, causata presumibilmente dall'influenza spagnola. Venne trasportato via treno all'ospedale di Verona, ma nonostante la forte costituzione morì l'11 di novembre del 1918.

## Mostre
- La Grande Guerra degli artisti, Museo Marino Marini, Firenze, 2006
- La Liguria e la Grande Guerra, Palazzo reale, Genova, 2009
- XIII edizione Grafica ed ex libris, omaggio ad Emilio Mantelli, Casale Monferrato, 2017
- Una bizzarra bellezza. Emilio Mantelli e la grafica europea, Museo Civico di Crema e del Cremasco, 22 ottobre - 11 dicembre 2022, a cura di Edoardo Fontana.

## Galleria d'immagini

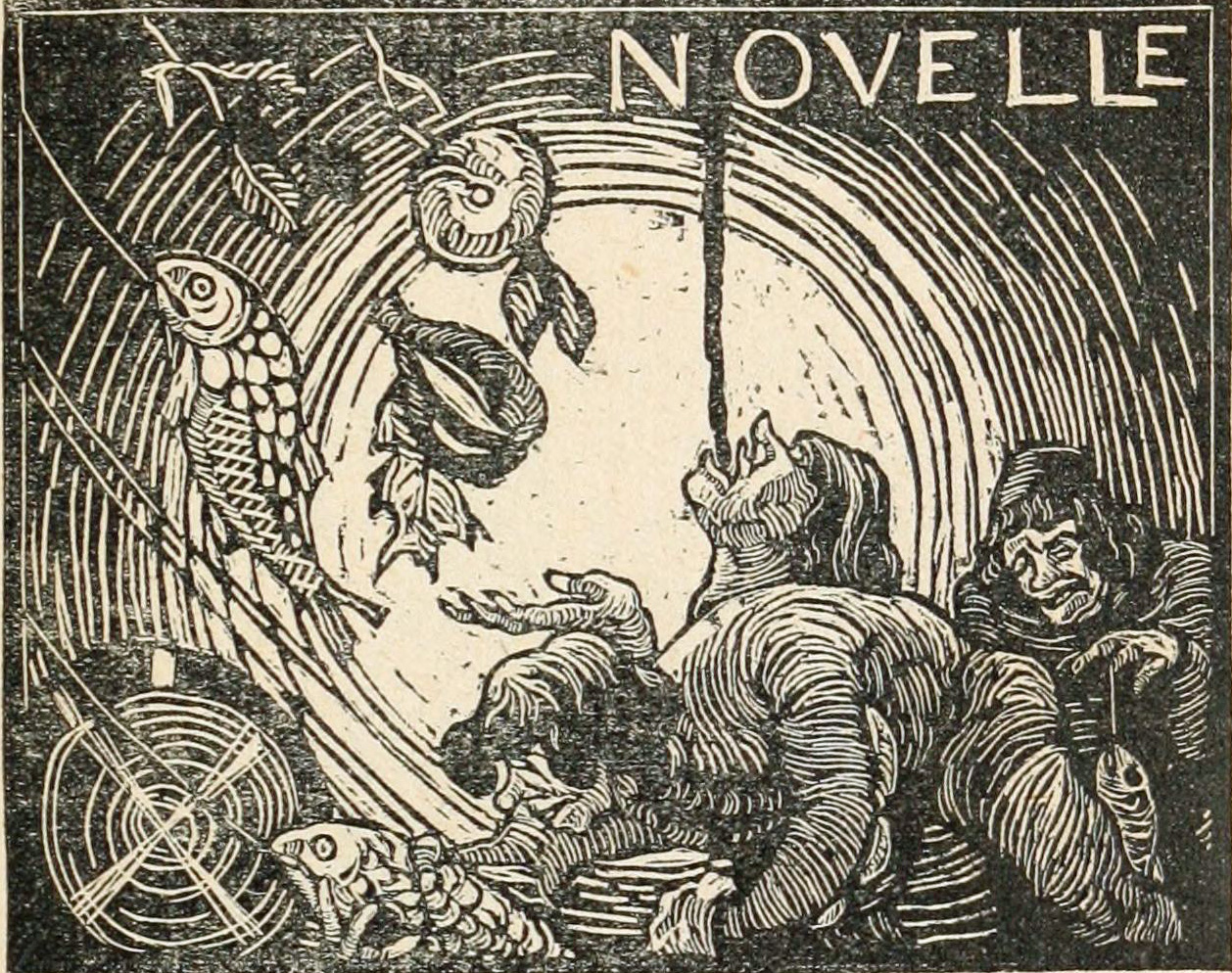
1913 Xilografia in Scritti vari di Fernando Palazzi
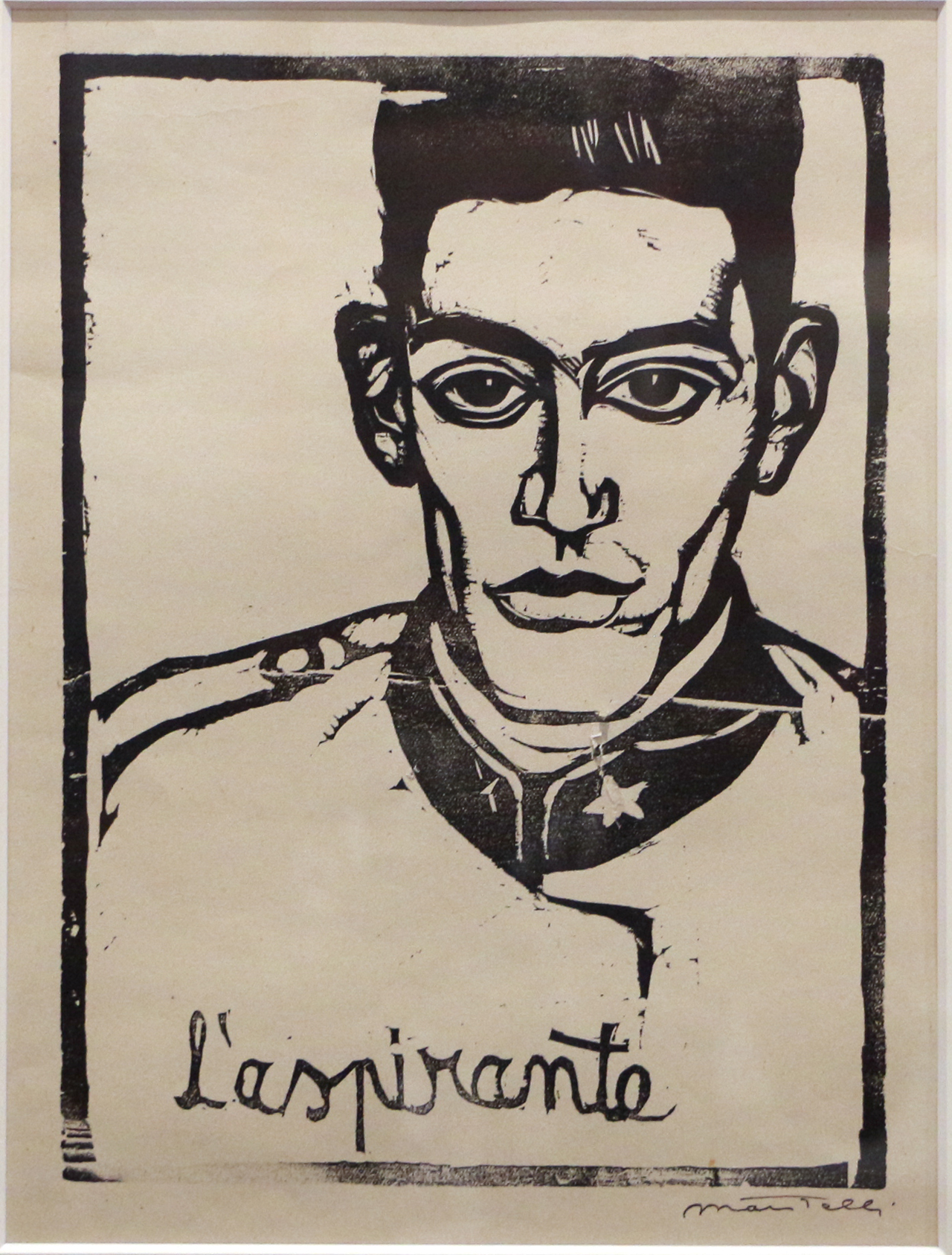
L'aspirante, post 1915 Museo d'arte moderna e contemporanea di Trento e Rovereto
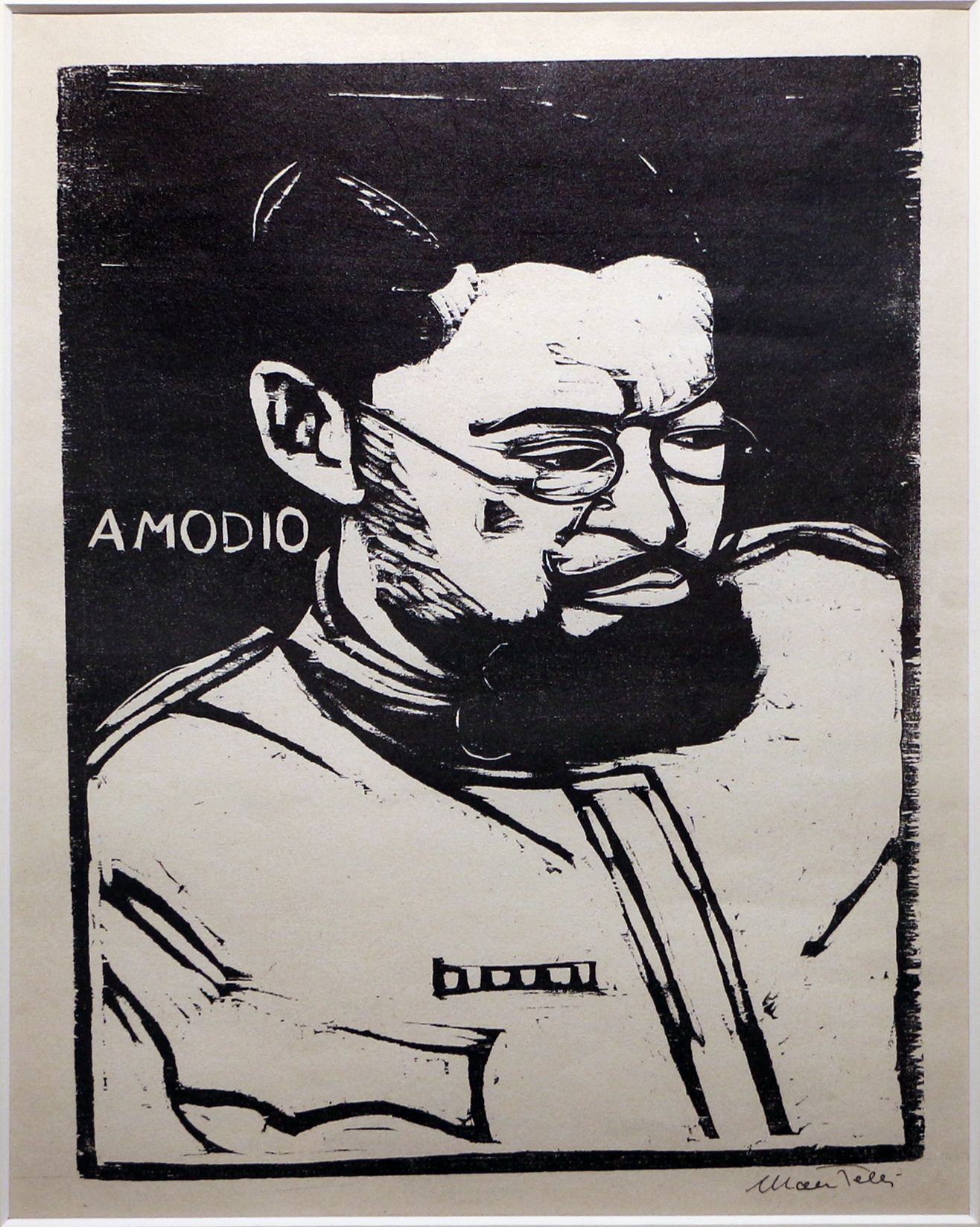
Ritratto virile (Amodio), post 1915 Museo d'arte moderna e contemporanea di Trento e Rovereto